# Sängfösaren
Sängfösaren är en fransk thrillerfilm från 2000, regisserad av Claude Chabrol och baserad på en roman av Charlotte Armstrong.

## Handling
När den unga Jeanne upptäcker att hon föddes på samma sjukhus och samma dag som sonen till den berömde pianisten André Poloski beslutar hon sig för att utnyttja detta. Hon söker upp honom och säger att hon tror att barnen blev förväxlade och att hon är hans dotter. Polonski blir intresserad och antar Jeanne som sin elev. Polonskis fru Mika brukar servera sin styvson Guillaume en kopp choklad varje kväll som sängfösare. Mika spiller chokladen som Jeanne tar vara på. Jeanne är säker på att Mika gjorde det med avsikt och lämnar in sin chokladfläckade tröja för analys till sin mors laboratorium.

## Rollista (urval)
- Isabelle Huppert - Marie-Claire 'Mika' Muller
- Jacques Dutronc - André Polonski, hennes make
- Anna Mouglalis - Jeanne Poullet
- Rodolphe Pauly - Guillaume Polonski, Andrés son
- Brigitte Catillon - Louise Pollet, Jeannes mor

## Priser
Isabelle Huppert vann priset som bästa skådespelerska vid filmfestivalen i Montréal 2000 och vann även Lumièrepriset 2001. Claude Chabrol vann Louis Delluc-priset 2000.